# Brändholm (vid Gyltö bro, Korpo)
Brändholm är en ö i Finland. Den ligger i Skärgårdshavet och i kommunen Pargas i landskapet Egentliga Finland, i den sydvästra delen av landet. Ön ligger omkring 56 kilometer sydväst om Åbo och omkring 190 kilometer väster om Helsingfors.
Öns area är 2,9 hektar och dess största längd är 260 meter i nord-sydlig riktning. Närmaste större samhälle är Korpo, 5,9 km nordost om Brändholm.